# Kanton Les Anses-d'Arlet
Kanton Les Anses-d'Arlet (francouzsky Canton des Anses-d'Arlet) byl francouzský kanton v departementu Martinik v regionu Martinik. Nacházela se v něm pouze obec Les Anses-d'Arlet. Zrušen byl v roce 2015.